# Étang du Gruyer

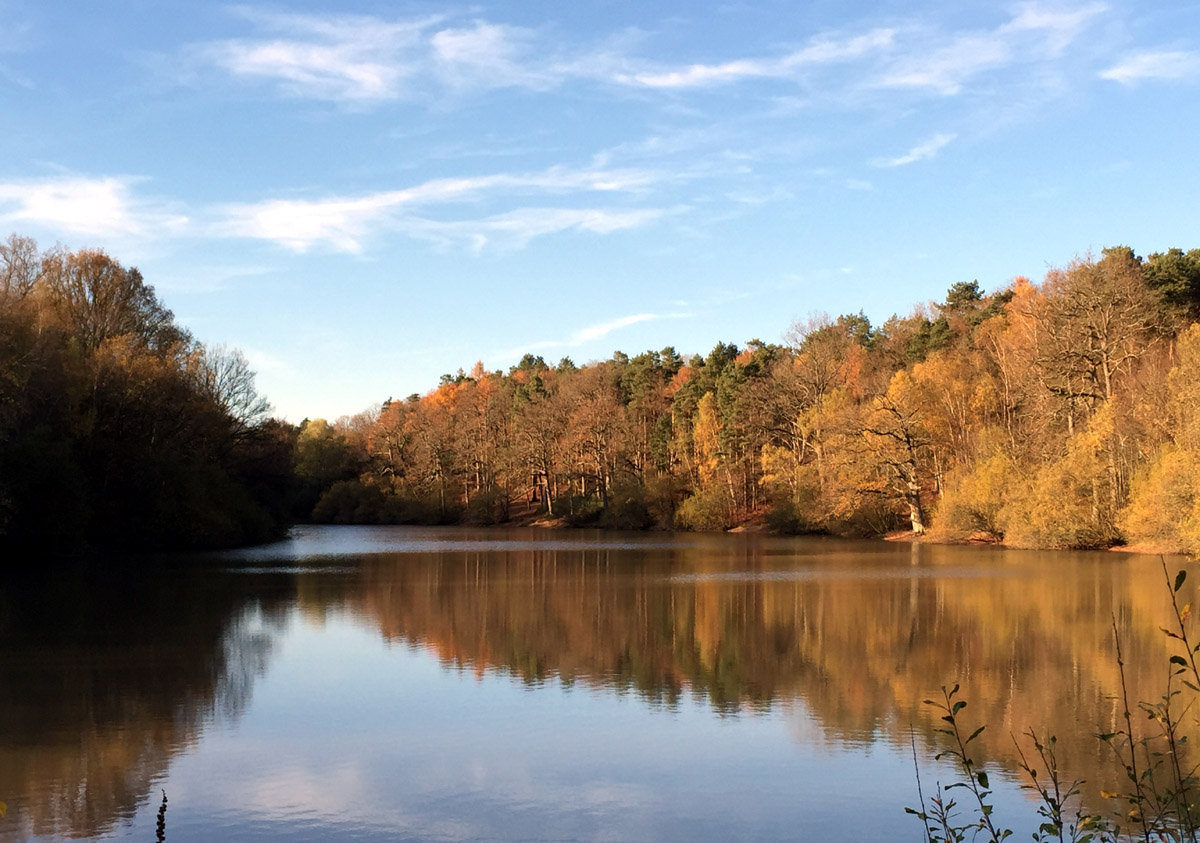
Etang du Gruyer - Yvelines

L’étang du Gruyer est situé sur la commune de Rambouillet dans le département des Yvelines. Il fait partie de la Forêt domaniale de Rambouillet. Il est géré par l'Office National des Forêts.

## Géographie
Situé à 155 mètres d’altitude, l’étang couvre une surface de 2,5 hectares. En aval, au sud-est, il est relié par le ru du Coupe-Gorge (qui passe sous la route départementale 937) au ru du Moulinet qui se jette dans les bassins du château de Rambouillet. En amont, au nord-ouest, une rigole le relie à l’étang du Coupe-Gorge.

## Histoire
Le nom de l’étang fait référence au Gruyer du roi, un titre attribué à l’officier chargé des forêts domaniales au Moyen Âge. Le seigneur de Montfort était le gruyer du roi pour la forêt d’Yveline plus communément appelée forêt de Rambouillet.

## Environnement
L’étang du Gruyer fait partie de la zone Natura 2000 « massif de Rambouillet et zones humides proches » au titre de la Directive oiseaux. Malgré ces dispositions l'étang du Gruyer est asséché depuis novembre 2018, et il n'est plus que l'ombre de lui même.